# Stare Siedlisko
Stare Siedlisko – wieś w Polsce położona w województwie warmińsko-mazurskim, w powiecie braniewskim, w gminie Wilczęta.
W latach 1975–1998 miejscowość administracyjnie należała do województwa elbląskiego.

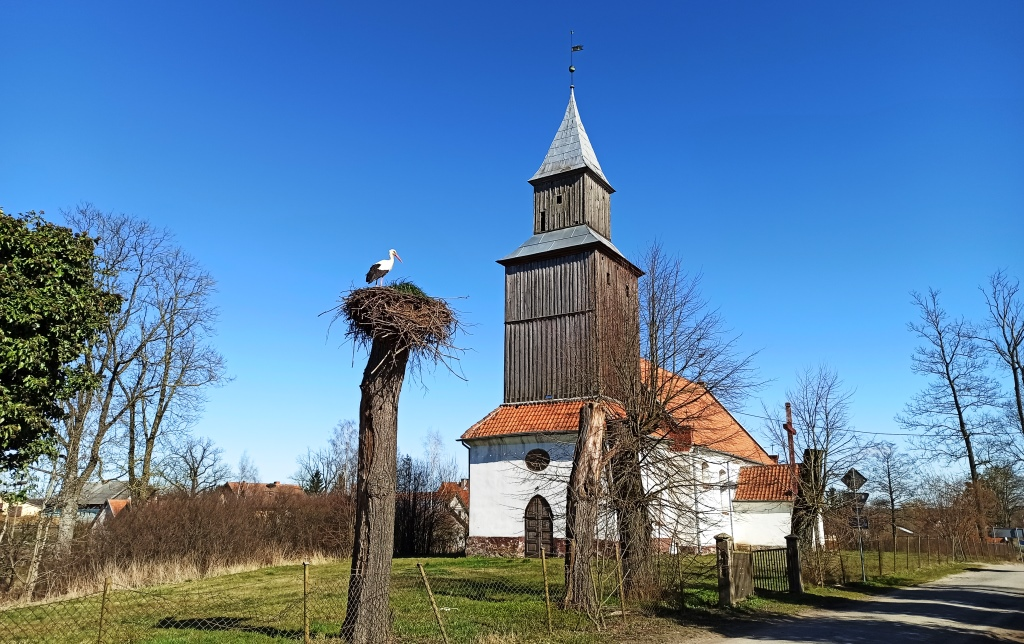
Kościół pw. św. Józefa

Wieś lokowana w 1329 r. We wsi kościół z XVIII w., odnowiony w 1851 r., wieża pochodzi z 1776 r., ołtarz z drugiej połowy XVII w.